# Stockholmer Schloss

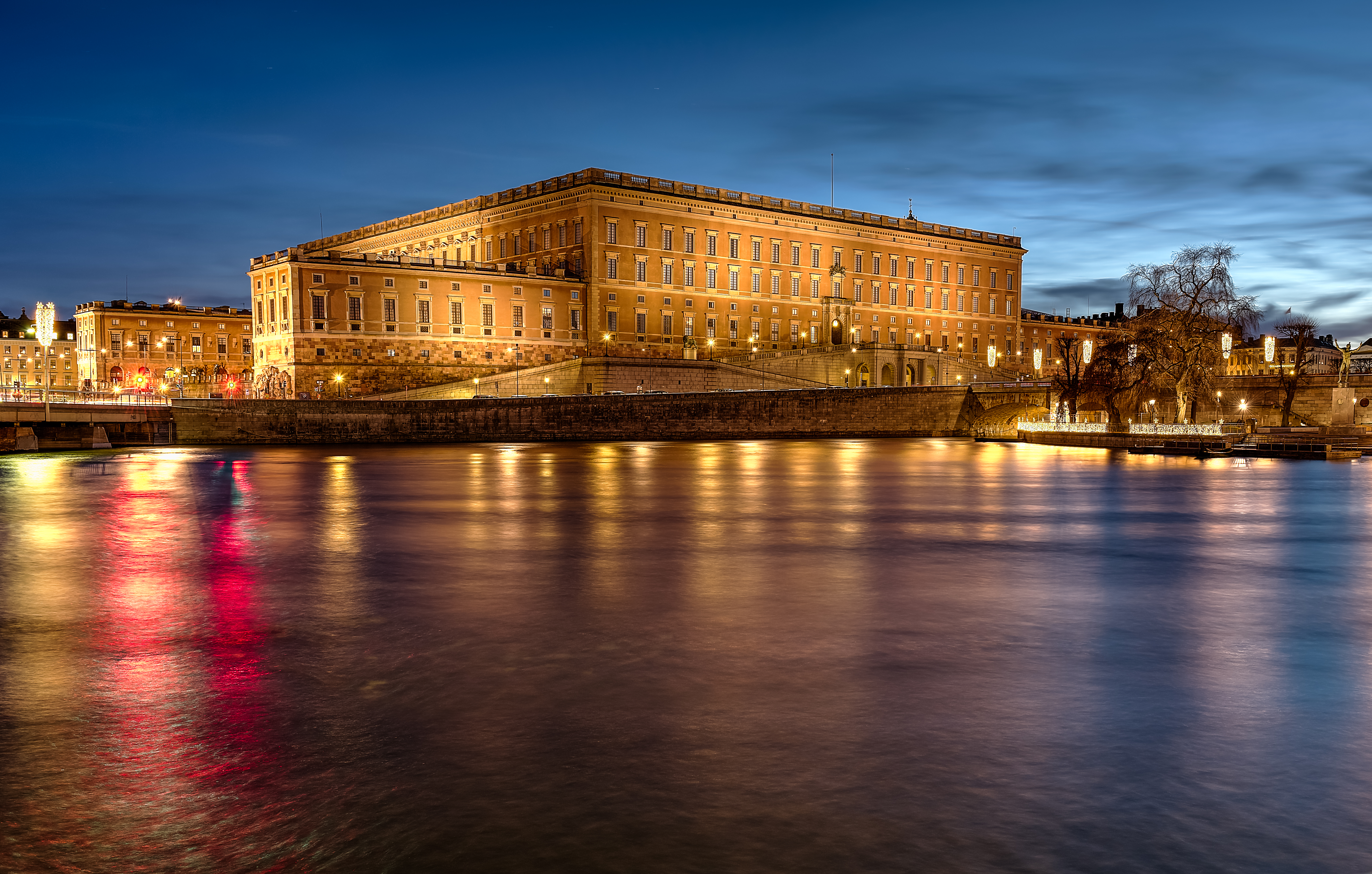
Stockholmer Schloss

Das Stockholmer Schloss (schwedisch Stockholms slott) oder Königliche Schloss (Kungliga slottet) ist die Residenz des Königs von Schweden. Es befindet sich auf der Stadtinsel in der Altstadt von Stockholm. Der Barockbau wurde von 1697 bis 1760 nach Plänen des Hofarchitekten Nicodemus Tessin d. J. errichtet und gilt als ein Meisterwerk.

## Geschichte

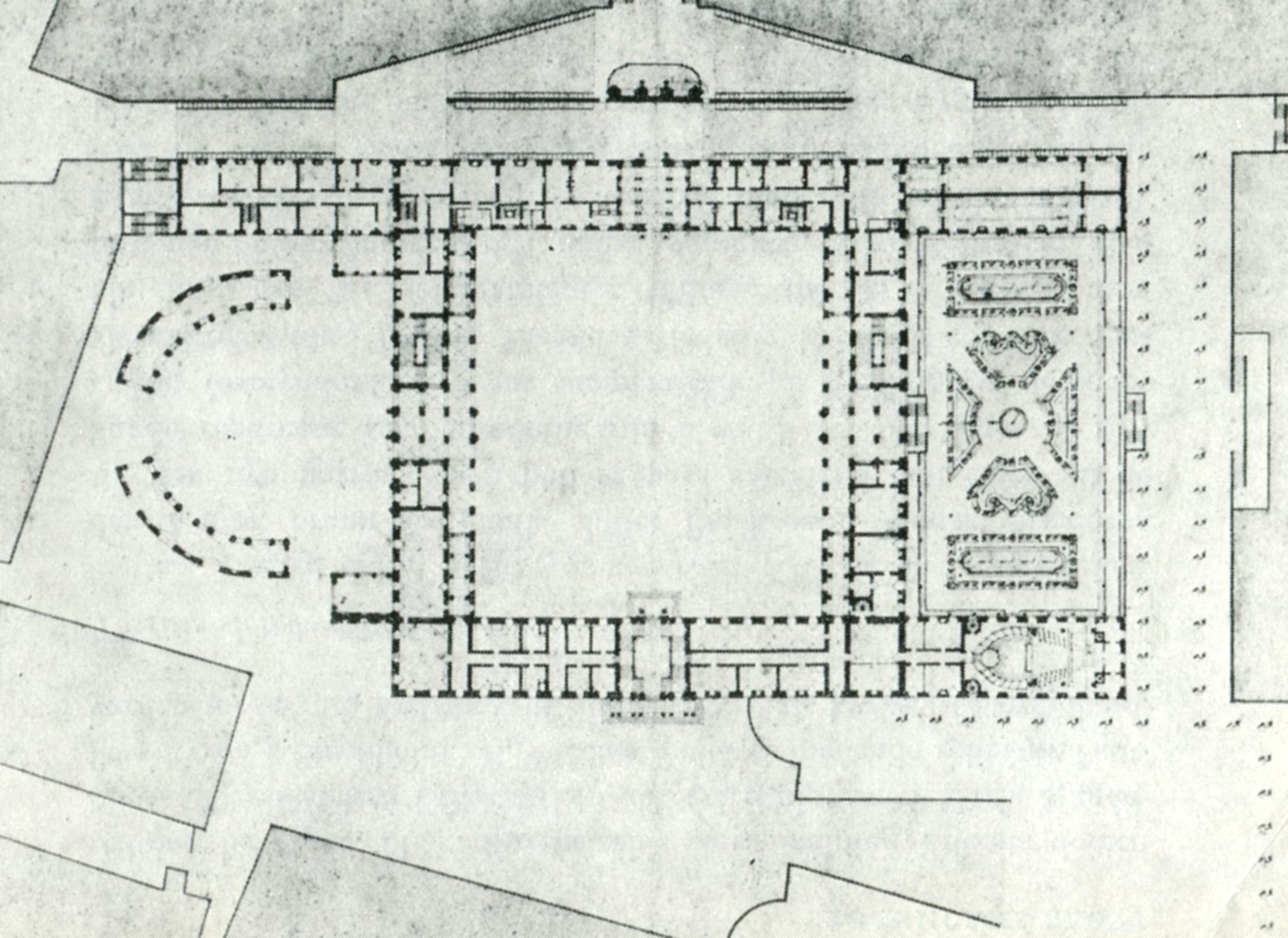
Grundriss

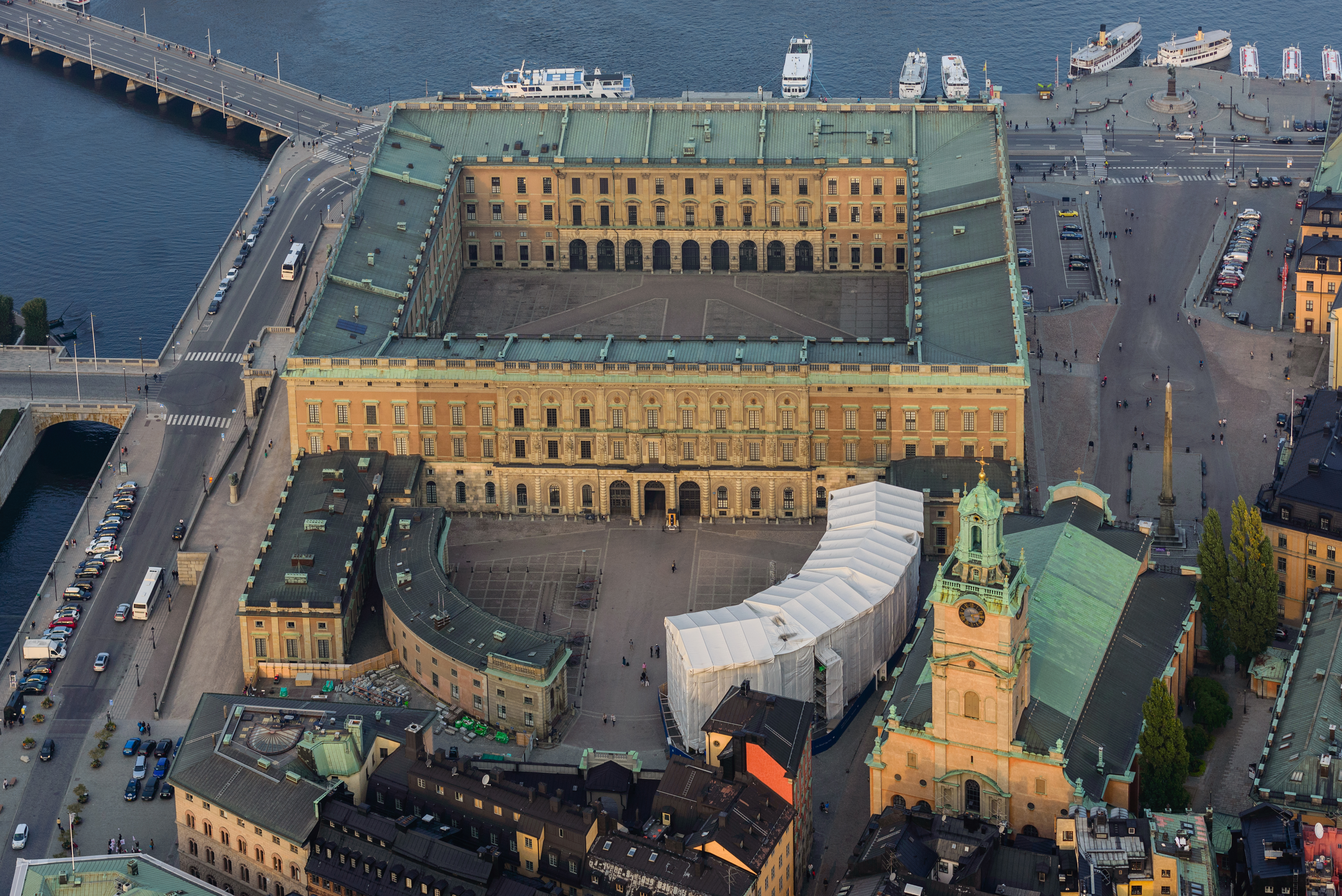
Luftbild

Das Schloss wurde nach Plänen des Architekten Nicodemus Tessin d. J. zwischen 1697 und 1760 errichtet und gehört zu den bemerkenswertesten Barockbauten Skandinaviens. Das Zentrum der regelmäßigen Vierflügelanlage bildet der quadratische Schlosshof. Der Hauptbau hat drei Geschosse und ein Mezzanin über dem Erdgeschoss sowie unter dem Dach. Nach Osten hin umschließen niedrigere Flügelgebäude den Schlossgarten, Logården, und nach Westen hin bilden halbkreisförmige Flügelgebäude den äußeren Schlosshof, in dem sich unter anderem die Schlosswache befindet.
Das Schloss steht auf Fundamenten einer älteren Burg, die unter Gustav Wasa im 16. Jahrhundert ausgebaut wurde und vom Reichssymbol, den drei Kronen, gekrönt wurde. Karl XI. beschloss, die Burg „Tre Kronor“ zu einem repräsentativen Schloss umbauen zu lassen und beauftragte Nicodemus Tessin d. J. mit der Arbeit. 1692 wurde mit der Arbeit an der zum Wasser hin gelegenen Nordfassade begonnen, aber 1697 brannte das Schloss beinahe völlig ab. Auf den Ruinen der abgebrannten Burg wurde in den nächsten Jahrzehnten das neue Schloss im Stil des italienischen Barock errichtet. Die Hauptfassade ist die Nordfassade, die zum Wasser gewandt ist, und deren Mittelachse auf die Brücke Norrbro ausgerichtet ist, die über die Insel Helgeandsholmen nach Norrmalm und zum Gustav Adolfs torg (Gustav Adolfs Platz) führt. Beim Nordeingang befinden sich die zwei 1702 und 1705 gegossenen Bronzelöwen, nach denen die Auffahrt Lejonbacken benannt ist. Nördlich ist das Schloss mit der Brücke Norrbro über den Norrström mit der Königlichen Oper und dem ehemaligen Erbfürstenpalais (Arvfurstens palats), dem heutigen Außenministerium, sowie mit dem Stadtteil Norrmalm verbunden.
Das Aussehen des Schlosses hat sich mehrmals gewandelt. Es hatte bis 1697 eine ähnliche braune Farbe wie heute, dann während des Neubaus bis zur Fertigstellung einen Grauton. Ab 1750 war es schließlich goldgelb. Die Fassade behielt diese Farbe bis Ende des 19. Jahrhunderts, auch wenn einzelne Teile schon vorher die Farbe mehrfach wechselten. Ende des 19. Jahrhunderts wurde das Schloss renoviert, wobei seine helle, goldgelbe Fassade durch eine dunkelbraune ersetzt wurde. Dieser Farbton wurde im Wesentlichen seit 1898 beibehalten, wenn auch mit kleineren Variationen. Die gegenüberliegende, über den Fluss Norrström durch die Brücke Norrbro mit dem Schloss verbundene Königliche Nationaloper ist in einer ähnlichen Farbe bemalt.

## Nutzung

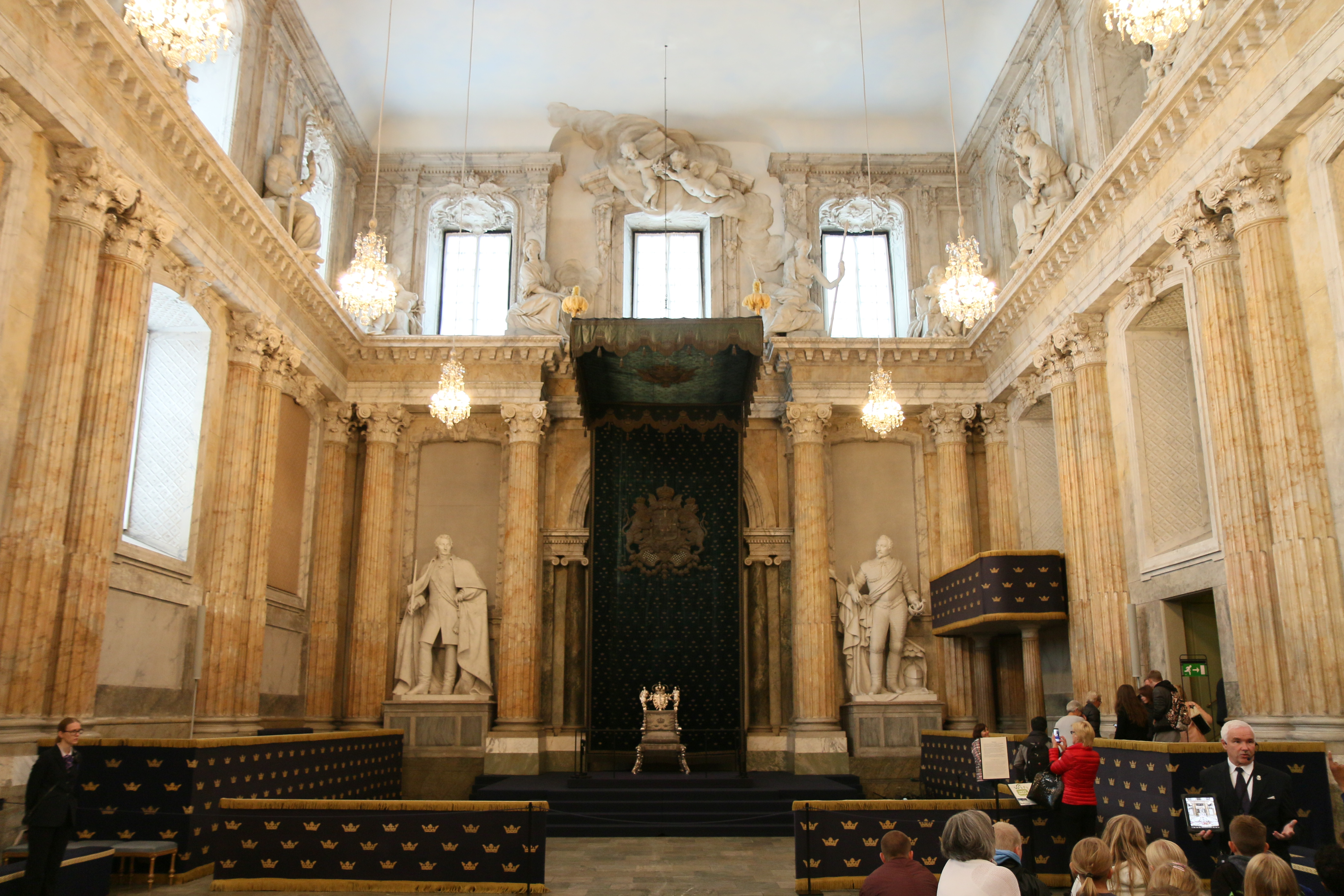
Der Reichssaal (Rikssalen) mit dem Königsthron

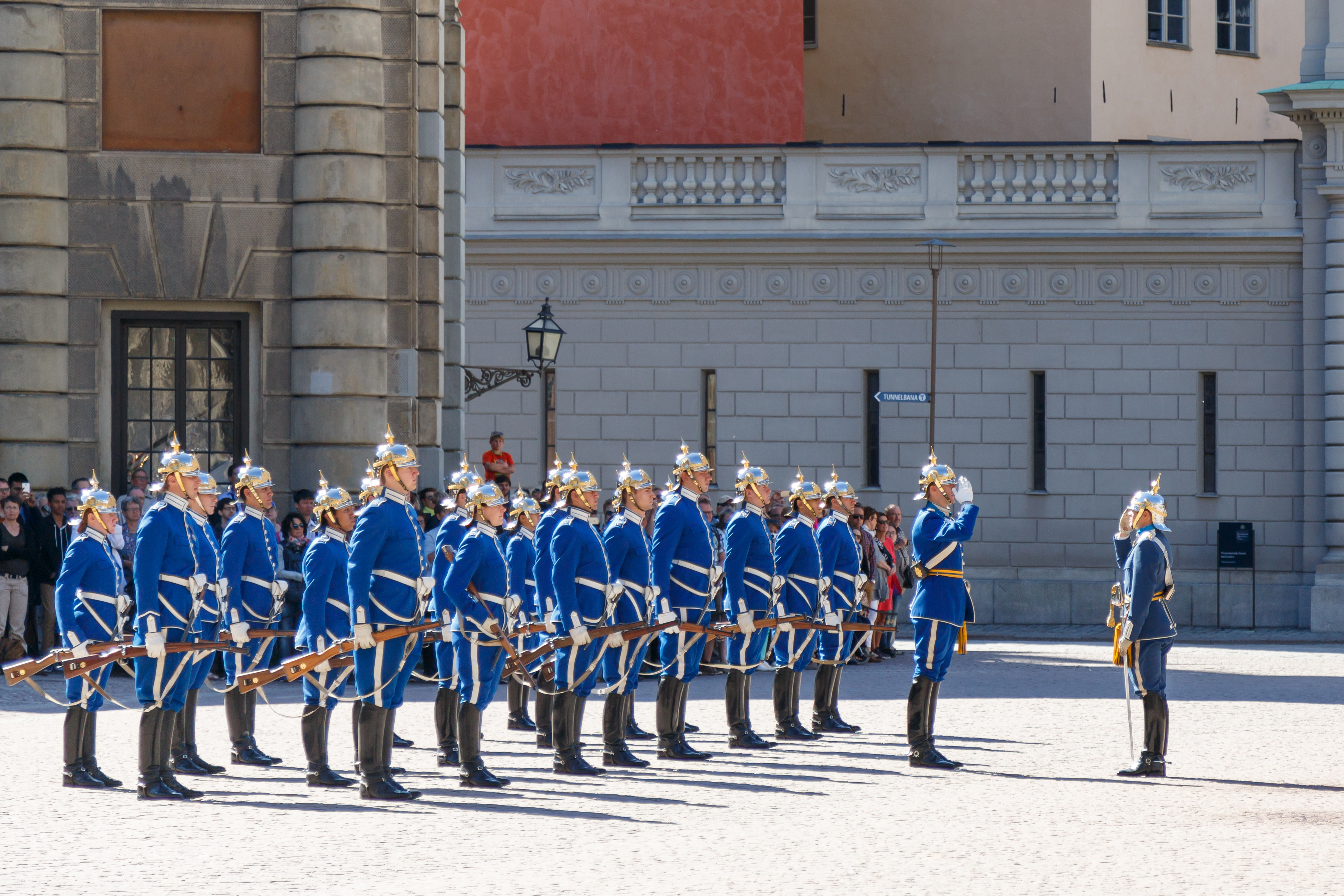
Die Ablösung der Schlosswache

Die Einrichtung des Schlosses ist von unterschiedlichen Epochen geprägt. Die ältesten Teile sind noch in einem vom Barock inspirierten französischen Klassizismus eingerichtet. Da das Schloss aber erst in der Mitte des 18. Jahrhunderts bezogen wurde, ist ein großer Teil der Einrichtung im Rokoko und gustavianischen Stil gehalten. Die Etage König Karls XIII. und der Festsaal Vita havet wurden im 19. Jahrhundert im Empirestil gestaltet. Im Nordostflügel des Schlosses befindet sich heute die Bernadotte-Bibliothek. Die ursprünglichen Räumlichkeiten, entworfen von Carl Johan Cronstedt (25. April 1709 – 9. November 1779) und Carl Hårleman, beherbergten von 1796 bis 1877 die Königliche Bibliothek zu Stockholm.
Die Räumlichkeiten des schwedischen Königs Carl XVI. Gustaf und anderer Mitglieder der königlichen Familie befinden sich im Schloss. Es dient dem König zu repräsentativen oder zeremoniellen Zwecken während der Ausübung seiner Pflichten als Staatsoberhaupt. Bewohnt wird es nicht mehr, seit die Königsfamilie 1982 den bisherigen Sommersitz, das Schloss Drottningholm, als Hauptwohnsitz bezog.
Teile des Schlosses können heute besichtigt werden. Im Schloss befinden sich mehrere Museen: das Antikmuseum Gustav III., das Schlossmuseum, die Schatzkammer und die Königliche Rüstkammer. Besondere Touristenattraktion ist die Ablösung der Schlosswache. Täglich um 12:15 Uhr (sonntags 13:15 Uhr) marschieren die neuen Wachtruppen begleitet von Musikkorps in historischen Uniformen auf und zelebrieren die Wachablösung.
Derzeit (Stand August 2019) ist die komplette Erneuerung der Fassade im Gange, die bis 2036 abgeschlossen sein soll. Sie soll einen mehr rosafarbenen Farbton als bislang tragen. Jedoch gibt es Diskussionen darüber, ob man stattdessen nicht zum ursprünglichen Goldgelb zurückkehren soll. Dies wurde von der zuständigen Stockholmer Bürgermeisterin unterstützt, die u. a. ins Feld führte, dass Tessin selbst diesen Farbton gewünscht habe. Im November 2014 wurde schließlich ein warmes Rosa als Farbton festgelegt.

## Weitere Residenzen
Neben dem Stockholmer Schloss sind eine Reihe weiterer königlicher Residenzen zu besichtigen: Schloss Drottningholm (zugleich Wohnsitz des Königspaars), Schloss Gripsholm, Schloss Rosendal, Schloss Rosersberg, Schloss Strömsholm, Schloss Tullgarn, Schloss Ulriksdal, der Hagapark (Schloss Haga ist Wohnsitz der Kronprinzessin) sowie der Park der königlichen Sommervilla Solliden, die in der Nähe des nur noch als Ruine erhaltenen Schlosses Borgholm errichtet wurde.